# Alexander Büttner
Alexander Büttner (født 11. februar 1989) er en hollandsk fodboldspiller, der til daglig spiller for Vitesse. Han har tidligere spillet for blandt andet Manchester United i England samt russiske Dynamo Moskva.

## Karrierestatistik
| Klub              | Sæson          | Liga | Liga | Cup  | Cup | Liga Cup | Liga Cup | Europa | Europa | Other | Other | Total | Total |
| Klub              | Sæson          | Klub | Mål  | Klub | Mål | Klub     | Mål      | Klub   | Mål    | Klub  | Mål   | Klub  | Mål   |
| ----------------- | -------------- | ---- | ---- | ---- | --- | -------- | -------- | ------ | ------ | ----- | ----- | ----- | ----- |
| Vitesse           | 2007–08        | 1    | 0    | 0    | 0   | –        | –        | –      | –      | –     | –     | 1     | 0     |
| Vitesse           | 2008–09        | 23   | 3    | 2    | 0   | –        | –        | –      | –      | –     | –     | 25    | 3     |
| Vitesse           | 2009–10        | 27   | 2    | 2    | 0   | –        | –        | –      | –      | –     | –     | 29    | 2     |
| Vitesse           | 2010–11        | 24   | 0    | 1    | 0   | –        | –        | –      | –      | –     | –     | 25    | 0     |
| Vitesse           | 2011–12        | 32   | 5    | 4    | 0   | –        | –        | –      | –      | 3     | 0     | 39    | 5     |
| Vitesse           | Total          | 107  | 10   | 9    | 0   | –        | –        | –      | –      | 3     | 0     | 119   | 10    |
| Manchester United | 2012–13        | 5    | 2    | 3    | 0   | 2        | 0        | 3      | 0      | –     | –     | 13    | 2     |
| Manchester United | Total          | 5    | 2    | 3    | 0   | 2        | 0        | 3      | 0      | –     | –     | 13    | 2     |
| Karriere total    | Karriere total | 112  | 12   | 12   | 0   | 2        | 0        | 3      | 0      | 3     | 0     | 132   | 12    |